# Dunama tuna
Dunama tuna  (лат.) — вид бабочек-хохлаток (Nystaleinae) из семейства Notodontidae. Южная и Центральная Америка: Колумбия (до высот 1700 м), Коста-Рика, Панама. Длина передних крыльев самцов 12—19 мм (самки до 22 мм), самый крупный вид рода Dunama.  
.